# Xã Jefferson, Quận Scioto, Ohio
Xã Jefferson (tiếng Anh: Jefferson Township) là một xã thuộc quận Scioto, tiểu bang Ohio, Hoa Kỳ. Năm 2010, dân số của xã này là 2.797 người.